# Samana falcatella
Samana falcatella är en fjärilsart som beskrevs av Walker 1863. Samana falcatella ingår i släktet Samana och familjen mätare. Inga underarter finns listade.